# Balmorhea, Texas
Balmorhea là một thành phố thuộc quận Reeves, tiểu bang Texas, Hoa Kỳ. Năm 2010, dân số của xã này là 479 người.

## Dân số
- Dân số năm 2000: 527 người.
- Dân số năm 2010: 479 người.